# Lista de conquistas na carreira de Giuseppe Farina
A Lista de conquistas de Giuseppe Farina na Fórmula 1 traz todas as grandes marcas do piloto italiano.

## Títulos
| # | Temporada | Equipe     | Vitórias | Pódios | Abandonos | Pole positions | Pontos | Ref   |
| - | --------- | ---------- | -------- | ------ | --------- | -------------- | ------ | ----- |
| 1 | 1950      | Alfa Romeo | 3        | 3      | 1         | 2              | 30     | [ 1 ] |

## Vitórias
| # | Temporada | Equipe     | Grande Prêmio | Posição de largada | Circuito/Autódromo      | Ref   |
| - | --------- | ---------- | ------------- | ------------------ | ----------------------- | ----- |
| 1 | 1950      | Alfa Romeo | Grã-Bretanha  | 01º                | Circuito de Silverstone | [ 2 ] |
| 2 | 1950      | Alfa Romeo | Suíça         | 02º                | Circuito de Bremgarten  | [ 3 ] |
| 3 | 1950      | Alfa Romeo | Itália        | 03º                | Circuito de Monza       | [ 4 ] |
| 4 | 1951      | Alfa Romeo | Bélgica       | 02º                | Spa-Francorchamps       | [ 5 ] |
| 5 | 1953      | Ferrari    | Alemanha      | 03º                | Nürburgring             | [ 6 ] |

## Pódios (sem vitórias)
- A sessão de pódios não inclui as vitórias para não ocasionar repetição, visto que já há uma lista de vitórias neste anexo.

| #  | Temporada | Equipe     | Grande Prêmio | Colocação na corrida | Posição de largada | Circuito/Autódromo         | Ref    |
| -- | --------- | ---------- | ------------- | -------------------- | ------------------ | -------------------------- | ------ |
| 1  | 1951      | Alfa Romeo | Suíça         | 03º                  | 02º                | Circuito de Bremgarten     | [ 7 ]  |
| 2  | 1951      | Alfa Romeo | Espanha       | 03º                  | 04º                | Circuito de Pedralbes      | [ 8 ]  |
| 3  | 1952      | Ferrari    | Bélgica       | 02º                  | 02º                | Spa-Francorchamps          | [ 9 ]  |
| 4  | 1952      | Ferrari    | França        | 02º                  | 02º                | Rouen-Les-Essarts          | [ 10 ] |
| 5  | 1952      | Ferrari    | Alemanha      | 02º                  | 02º                | Nürburgring                | [ 11 ] |
| 6  | 1952      | Ferrari    | Países Baixos | 02º                  | 02º                | Circuito de Park Zandvoort | [ 12 ] |
| 7  | 1953      | Ferrari    | Países Baixos | 02º                  | 03º                | Circuito de Park Zandvoort | [ 13 ] |
| 8  | 1953      | Ferrari    | Grã-Bretanha  | 03º                  | 05º                | Circuito de Silverstone    | [ 14 ] |
| 9  | 1953      | Ferrari    | Suíça         | 02º                  | 03º                | Circuito de Bremgarten     | [ 15 ] |
| 10 | 1953      | Ferrari    | Itália        | 02º                  | larg               | Circuito de Monza          | [ 16 ] |
| 11 | 1955      | Ferrari    | Bélgica       | 03º                  | 04º                | Spa-Francorchamps          | [ 17 ] |

## Pole positions
(legenda)
| # | Temporada | Equipe     | Grande Prêmio | Tempo da pole  | Colocação na corrida | Circuito/Autódromo             | Ref    |
| - | --------- | ---------- | ------------- | -------------- | -------------------- | ------------------------------ | ------ |
| 1 | 1950      | Alfa Romeo | Grã-Bretanha  | (Indisponível) | 01º                  | Circuito de Silverstone        | [ 2 ]  |
| 2 | 1950      | Alfa Romeo | Bélgica       | (Indisponível) | 04º                  | Spa-Francorchamps              | [ 18 ] |
| 3 | 1952      | Ferrari    | Suíça         | (Indisponível) | Ret                  | Circuito de Bremgarten         | [ 19 ] |
| 4 | 1952      | Ferrari    | Grã-Bretanha  | (Indisponível) | 06º                  | Circuito de Silverstone        | [ 20 ] |
| 5 | 1954      | Maserati   | Argentina     | (Indisponível) | 02º                  | Autódromo Oscar Alfredo Gálvez | [ 21 ] |